# Nachal Gišron
Nachal Gišron (hebrejsky: נחל גשרון, arabsky: وادِي جسرية,Vádí Džisrija) je vádí v Izraeli a Egyptě.
Začíná na izraelsko-egyptské hranici poblíž hraničního přechodu Netafim na pomezí jižní části Negevské pouště a Sinajského poloostrova, cca 10 kilometrů severozápadně od Ejlatu. Pak směřuje k jihu kopcovitou pouštní krajinou, přičemž zhruba sleduje mezistátní hranici. Pak vstupuje plně na území Egypta, kde ústí poblíž letoviska Taba do Rudého moře. Část horního toku nacházejícího se plně na izraelském území je turisticky využívána. Je tu zřízena 3 kilometry dlouhá okružní trasa. Poblíž prochází i izraelská stezka.